# Santé des personnes LGBTI+
Les personnes membres de la communauté LGBTI+ font face à des problèmes de santé spécifiques.

## Aspects généraux
En 2022, la santé des personnes LGBTI+ reste très largement appréhendée et structurée comme un enjeu de santé sexuelle en lien avec les infections sexuellement transmissibles, laissant au second plan d’autres enjeux pourtant décisifs. Certaines questions sont restées durablement occultées, en particulier les réalités vécues par les personnes bisexuelles, lesbiennes, intersexuées, ainsi que la diversité des transidentités.
Une étude publiée en 2015 note que la santé des personnes LGBTI+ sont en moyenne en moins bonne santé que les personnes hétérosexuelles.

### Causes
Certaines personnes déclarent avoir été l'objet de discriminations de la part de personnel soignant.

Selon Laure Dasinieres :
Les discriminations persistent aussi au cours de la prise en charge. Cela peut passer par des manquements au devoir d’information, empêchant les patient·es de faire des choix libres et éclairés, notamment en ce qui concerne les différentes options de chirurgie d’affirmation de genre. Le non-respect de la vie privée est également mentionné, par exemple lorsque l’orientation sexuelle d’un·e patient·e est révélée dans un compte rendu médical ou devant des tiers.

## Conséquences

### Accès aux soins
Les personnes LGBTI+ ont davantage de difficultés à accéder à des soins comme ceux contre le cancer.

### Santé mentale
Les personnes LGBTI+ sont davantage concernées par les questions de suicide.

## Réactions
Certains acteurs proposent de reconnaître les personnes LGBTI+ comme ayant des besoins spécifiques.

## COVID-19
En avril 2020, des enseignants de l’Université de Toronto ont ont mis en évidence l’importance de sensibiliser les professionnels de la santé à la vulnérabilité des personnes LGBTQ+ face à la pandémie de COVID-19. Par ailleurs, 56 % des jeunes LGBT ont déclaré avoir une mauvaise santé mentale pendant la pandémie.